# Apple Records
Apple Records là hãng thu âm được thành lập bởi The Beatles vào năm 1968 và là công ty con của Apple Corps. Tên tuổi của hãng chủ yếu gắn liền với The Beatles, thực hiện trong vai trò ban nhạc hay cá nhân từng thành viên, ngoài ra cũng sản xuất cho nhiều nghệ sĩ khac như Mary Hopkin, James Taylor, Badfinger và Billy Preston. Thực tế trong những năm 1970, hãng đĩa đã thống trị các bảng xếp hạng khi cho phát hành các sản phẩm từ các Beatle sau khi ban nhạc tan rã. Allen Klein quản lý hãng đĩa vào năm 1969, sau đó là Neil Aspinall bên cạnh 4 thành viên của The Beatles và gia đình của họ. Aspinall nghỉ hưu vào năm 2007 và được thay thế bởi Jeff Jones.